# Мим (интернет)
На интернету, мим (енгл. meme) јесте вирални садржај који се шири међу корисницима. Најчешће се јавља у облику слике с додатим текстом, али може бити и у облику видео-клипа, речи или фразе. Углавном се темељи на једном шаблону — концепту — који корисник према личном нахођењу мења и прослеђује даље, не реметећи основну структуру и препознатљивост. Може пренети било какву поруку, ироничну или саркастичну, и може представљати пародију, шалу или имати облик друштвене, политичке или било какве друге критике. Због велике променљивости, из изворног облика мима може настати десетине хиљада варијаната. 

## Историја
Творац речи мим је енглески теоретичар еволуције Ричард Докинс. Он је у својој књизи Себични ген означио мим као јединицу културне еволуције, која је истоветна генима код човека. Сматрао је да, иако идеје еволуирају проласком кроз своје преносиоце, оне ипак задржавају свој основни облик. Реч „мим” је изведена од грчке речи mimēma, која означава нешто опонашано. Докинс је ту реч скратио да би подсећала на енглеску реч ген, сматрајући културну имитацију једном од кључних особина човечанства. Проток информација, самим тим и идеја, многоструко је увећан, па је мим на интернету представљао само следећи корак развоја у културној еволуцији поставши најпопуларнији начин ширења идеја. Мим углавном има шаљиву природу, али такође може служити ширењу идеја и пропаганде.

## Примери
Најпознатији извори мимова на интернету јесу веб-сајтови 4chan и Reddit. Мим се најчешће обраћа свима иако није увек свима у потпуности разумљив. Неки мимови су разумљиви само одређеним групама (етничким, старосним) или конзументима одређеног производа. Један од показатеља колика је моћ овог феномена јесте рикроловање, мим који је за релативно кратко време оживео каријеру Рика Естлија, енглеског певача из осамдесетих година 20. века. Један од најранијих мимова био је Lolcats који је настао 2005. тако што је анонимни корисник на сајту 4chan поставио фотографију мачке која је имала шаљив коментар. Недуго затим, страница је била преплављена фотографијама мачака које су на себи имале шаљиве, најчешће неправилно написане, коментаре. Феномен је постао толико популаран да су власници прве странице за Lolcats, која се звала icanhascheezburger, средином 2007. исту продали инвеститорима за више од два милиона долара, што је доказало да, осим културног утицаја, мим може бити веома успешан посао. Након мачјих фотографија, убрзо су се појавиле фотографије других животиња, као што су сове и пси. Током 2013. велику популарност је доживео мим доуџ, који се састоји од слике пса расе шиба ину и пропратних опаски на неправилном енглеском језику.

## Мим и вирални маркетинг
Вирални маркетинг је маркетиншка техника којом се друштвени медији служе да би повећали продају или снагу бренда. Та техника промоције се, између осталог, користи и видео-клиповима, сликама и текстом, што мим, који има исте елементе, чини веома погодним оруђем виралног маркетинга. Друштвене мреже пружају много начина за објављивање информација и привлачење заинтересованих људи. Интернет је као такав за примену герила маркетинга, чији је основни циљ остваривање најбољих резултата уз најмање улагање. Осим тога што је ова врста рекламирања јефтина, она се и врло брзо шири. Постоји теорија, која се у пракси показала исправном, да је о нечему потребно обавестити само седам људи и они ће, попут вируса, за врло кратко време информацију проследити до 350 милиона људи. Компанија Близард је 2011. године, промовишући додатак игри World of Warcraft, употребила лик Чака Нориса, служећи се познатим мимова који се тичу тог глумца, при изради рекламног спота. Видео је врло брзо постао виралан привлачећи много медијске пажње, што је и био основни циљ кампање.